# Somrak (Makarovič)
Somrak je pesniška zbirka Svetlane Makarovič. Zbirka je izšla leta 1964 pri Državni založbi Slovenije.

## Vsebina
Pesniška zbirka je prišla na svet v času, ko je povojno liriko zaznamoval pohod polifoničnih oblik in silovitih obratov. Med lirskim subjektom in svetom ni soglasja, ni dogovora. Drug na drugega gledata neprizadeto, morda z grenkim pomilovanjem, celo sovraštvom. Subjekt najde mir le v naravi, še največ v temi, noči, mrzlih in ledenih dneh. Pesmi preveva erotika, ki predstavlja obrnjeno podobo sveta. Vse prepljavlja nemoč, nikjer ni rešitve, niti v spancu in groza se naseli v samem človeku.